# Expeditors
Expeditors International of Washington (NASDAQ : EXPD) est une entreprise américaine qui fait partie de l'indice NASDAQ-100.

## Activités
- Transport aérien
- Transport maritime, gestion documentaire, assurance et coordination.
- Divers : dédouanement, suivi informatique, stockage, inventaire, assemblage.

## Principaux actionnaires
Au 5 février 2020:
| The Vanguard Group             | 12,5% |
| Loomis, Sayles & Co            | 9,31% |
| SSgA Funds Management          | 5,58% |
| Sands Capital Management       | 4,46% |
| Fiduciary Management           | 3,42% |
| BlackRock Fund Advisors        | 2,92% |
| Capital Growth Management      | 2,75% |
| Edgewood Management            | 2,55% |
| BLS Capital Fondsmæglerselskab | 2,27% |
| Managed Account Advisors       | 2,21% |